# باغ ناری

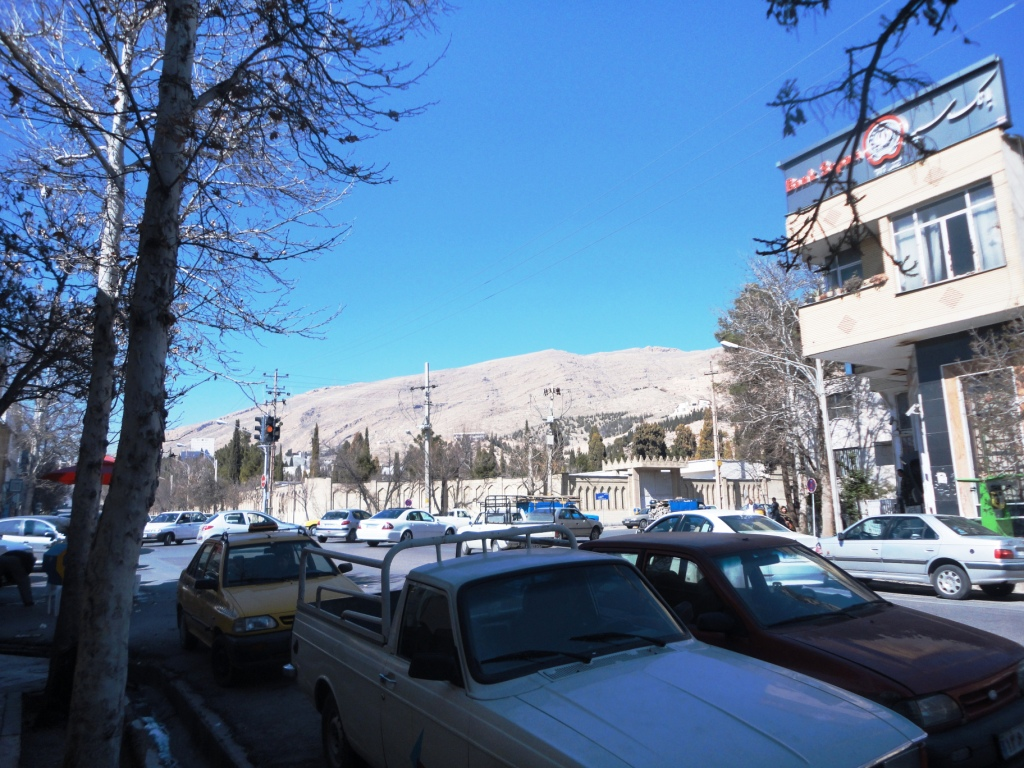
باغ ناری

باغ ناری در دامنهٔ کوه‌های شمال غربی شیراز واقع شده و در دوران قاجار به وسیلهٔ زکی‌خان نوری مازندرانی احداث شده‌است. در اواخر دوران قاجار این باغ تقریباً از رونق افتاد ولی در سال‌های بعد مجدداً احیاء شد و در آن خیابان‌کشی و درختکاری مفصلی به عمل آمد. عمارت قدیمی باغ که توسط خاندان نوری احداث شده‌بود، بعداً به وسیلهٔ خاندان قوام تعمیراتی در آن صورت گرفت و کلاً از بین رفته‌است. صاحب فارسنامه ناصری دربارهٔ این باغ می‌نویسد «باغ ناری از بناهای زکیخان نوری وزیر سابق فارس است. در میانهٔ باغ تخت و باغ ارم افتاده‌است. عمارتی داشته که رو به خرابی گذاشته‌است. درخت‌های این باغ از طراوت افتاده‌است.» عمارت فعلی باغ ناری جدید در وسط باغ واقع است.